# Pixbo Wallenstam IBK
Pixbo Wallenstam IBK – szwedzki wielosekcyjny klub unihokejowy z siedzibą w Mölnlycke pod Göteborgiem, założony 30 marca 1981 roku. Jeden z najstarszych i najbardziej utytułowanych klubów szwedzkich. Sekcja męską dwukrotnie zdobywała mistrzostwo Szwecji, w sezonie 2003/04 sięgnęła również po puchar EuroFloorball

## Sukcesy

### Krajowe
Superliga szwedzka w unihokeju mężczyzn
- 1.miejsce( 2 x ): 2001/02, 2002/03
- 2.miejsce( 3 x ): 1997/98, 1999/00, 2005/06
- 3.miejsce( 7 x ): 1996/07, 2000/01, 2006/07, 2007/06, 2010/11, 2011/12, 2012/13, 2013/14

 Puchar Szwecji
- 1.miejsce( 1 x ): 2003/04

### Międzynarodowe
Puchar EuroFloorball
- 1. miejsce (1 x ): 2003/04

## Drużyna

### Kadra w sezonie 2015/2016
Stan aktualny na dzień 21 lipca 2016
| Bramkarze                |
| 01 Jon Hedlund           |
| 25 Fredrik Kuylenstierna |
| 69 Oskar Adler           |
| Obrońcy                  |
| 09 Tim Wiklund           |
| 11 Martin Östholm        |
| 13 Martin Ojaniemi       |
| 19 Andréas Johansson     |
| 31 Jens Milesson         |
| 39 Linus Andersson       |
| 79 Jesper Andreasson     |
| 96 Kim Lundström         |
| 99 Joakim Fors           |

| Napastnicy            |
| 02 William Lindh      |
| 07 Alessandro Agus    |
| 10 Oskar Henriksson   |
| 12 Victor Selindh     |
| 16 Emil Julkunen      |
| 17 Philip Bringestedt |
| 21 Patrik Malmström   |
| 22 Linus Henriksson   |
| 39 Linus Andersson    |
| 55 Mikael Harrysson   |
| 71 Kasper Hydén       |
| 72 Albin Thurén       |
| 80 Isak Julkunen      |